# Caldo de zorra
Le caldo de zorra (litt. « bouillon de renarde ») est une recette végétarienne de bouillon originaire du Guanajuato, au Mexique. Son ingrédient principal est le xoconostle, un fruit proche de la figue de Barbarie.

## Origine
Le caldo de zorra est originaire de la municipalité de Manuel Doblado, au Guanajuato, dans le centre du Mexique. Il s'agit de la modernisation d'une recette préhispanique.

## Ingrédients

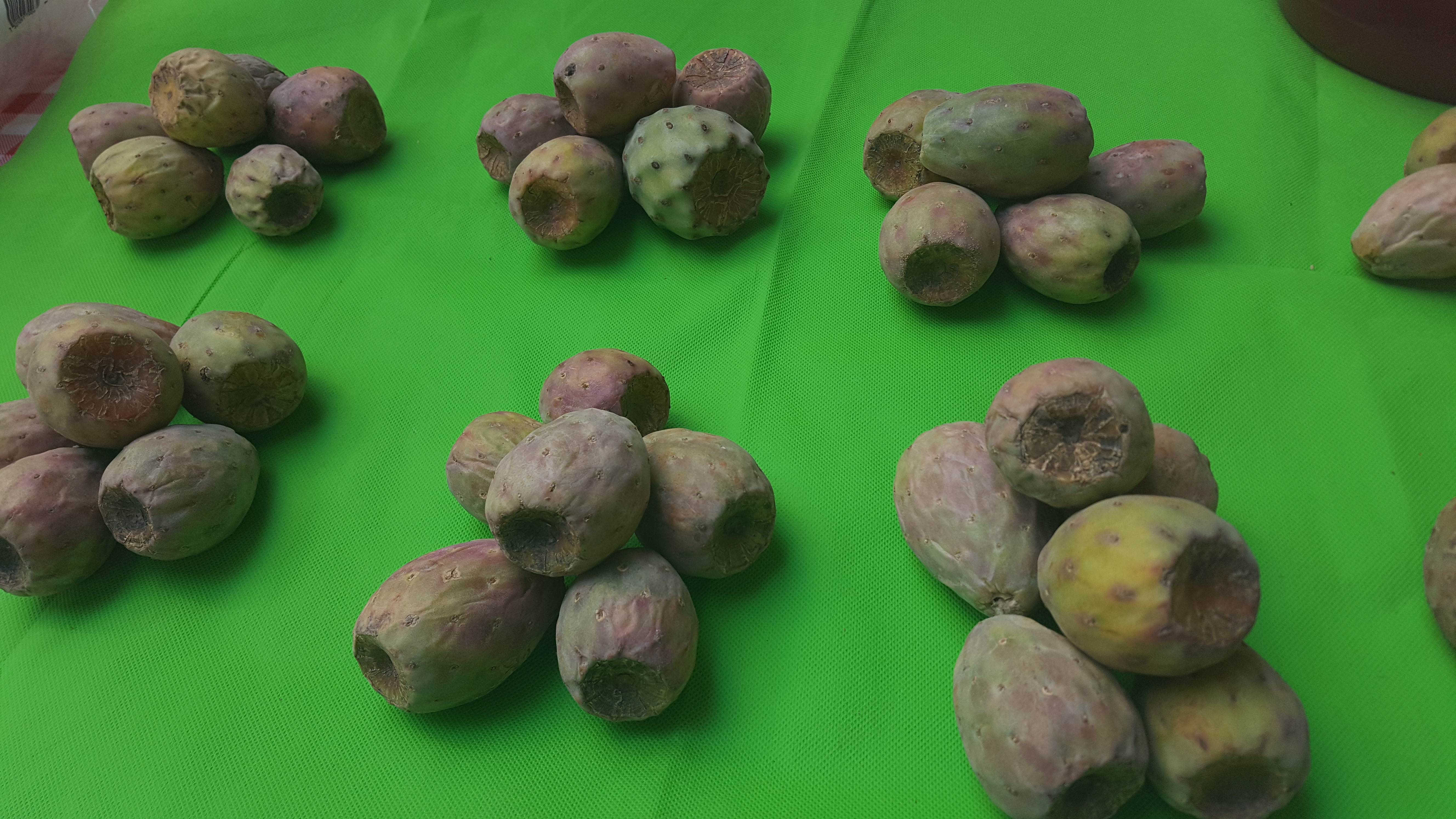
Des xoconostles.

Contrairement à ce que le nom du plat peut laisser croire, le caldo de zorra ne contient pas de viande de renarde (« zorra » en espagnol). Il s'agit d'une recette végétarienne dont l'ingrédient principal est une baie appelée xoconostle, fruit d'Opuntia joconostle, une variété de cactus du genre Opuntia. C'est donc une cousine de la figue de Barbarie. Quand le fruit tombe de son arbre, cela attire la faune locale, parmi eux les renards, d'où son nom,.
Les autres ingrédients du caldo sont l'ail, le cilantro, le fromage frais (qui peut être remplacé par de l'amarante ou du tofu), l'oignon, le piment ancho et la tomate.
Riche en antioxydants, en fibres et en vitamine C, le xoconostle est reconnu pour ses qualités nutritionnelles dans le renforcement du système immunitaire, la prévention et le traitement du diabète.